# Dansk Historisk Bibliografi
Dansk Historisk Bibliografi er den største danske fagbibliografi og har i mere end 100 år været den vigtigste humanistiske fagbibliografi i Danmark.

## Baggrund
De første historiske bibliografier kan spores tilbage til begyndelsen af 1800-tallet. Den danske historiske Forening tog i 1875 initiativ til den første løbende historiske bibliografi vedrørende Danmarks historie, der publiceredes som tillæg til Historisk Tidsskrift. Dette førte til, at faghistorikere omkring Den Danske Historiske Forening og med støtte fra Carlsbergfondet i 1929 udsendte en retrospektiv, trykt bibliografi i tre bind, som dækker perioden 1831-1912, redigeret af Balder Erichsen og Alfred Krarup. Undertitlen Systematisk Fortegnelse over Bidrag til Danmarks Historie til Udgangen af 1912, (i Tilslutning til Bibliotheca Danica) viser, at den fra begyndelsen var tænkt som et nationalt værk. Siden da er den blevet suppleret med flere fortsættelser. De dækker årene 1913-1942 (udgivet af Henry Bruun og Georg Simon), 1943-47 (udgivet af Henry Bruun), 1967-69 (udgivet af Bente Pedersen), 1970-1973 og 1974-76 (begge udgivet af Ann R. Welling og Erland Kolding Nielsen). Alle trykte bind er nu retrodigitaliseret og gjort tilgængelige online sammen med den nuværende online-version, der dækker perioden fra 1990 og fremefter.

## Indhold
Dansk Historisk Bibliografi omfatter såvel danske som fremmedsprogede publikationer om dansk historie fra vikingetiden til nutiden. Monografier, samlinger, periodiske artikler, udgaver af kilder, opslagsværker og bibliografier er registreret, og bibliografien indeholder desuden en stor mængde vedr. lokalhistorie og personalhistorie. Dansk Historisk Bibliografi gør brug af et differentieret klassificeringssystem skabt af bibliografiens grundlæggere for knap 100 år siden. Det er gradvist blevet tilpasset til at kunne omfatte nye emner, fænomener og begivenheder, der ikke kunne tages i betragtning på det tidspunkt. Danske Historisk Bibliografi i digital form udgives Det Kongelige Bibliotek, som også har ansvar for dele af Nationalbibliografien.  Dansk Historisk Bibliografi er en database som indeholder:
- Dansk Historisk Bibliografi Online 1990-. Dette er en løbende, ajourført bibliografi.
- En elektronisk, retroscannet version af de gamle trykte publikationer med samme navn.

Bibliografien, der  i 2024 omfatter ca. 152.000 bibliografiske poster. Den udvides med 2.500-3.000 bibliografiske poster årligt, og er offentligt tilgængelig. 